# Frederick Goodall
Frederick Goodall (Londra, 17 marzo 1822 – 29 giugno 1904) è stato un pittore britannico.

## Biografia
Era figlio del noto incisore e decoratore Edward Goodall.
Dopo aver ricevuto l'educazione artistica alla Wellington Road Academy, Frederick entrò nel panorama artistico realizzando su commissione sei acquerelli raffiguranti il Rotherhithe tunnel, per Isambard Kingdom Brunel che ne fece esporre quattro alla Royal Academy nel 1838, quando Frederick aveva 16 anni. Con la sua prima tela, il pittore vinse la medaglia d'oro della Society of Arts, espose ventisette volte alla Royal Academy tra il 1838 e il 1859, e ne divenne membro nel 1852.
Un importante punto nella sua carriera fu il suo viaggio in Egitto nel 1858, ripetuto nel 1870, durante il quale entrò in contatto con la cultura dei beduini e realizzò numerosi schizzi, portando con sé in patria materiale prelevato sul posto, compresi esemplari del bestiame locale. L'Egitto divenne il tema centrale delle sue opere, di cui oltre 170 sono ambientate lungo il Nilo. Oltre alle sue opere a carattere orientalista, va ricordata la produzione d'ispirazione shakespeariana, cui appartengono opere come Miranda, da La Tempesta.
Le opere di Goodall ebbero enorme successo e gli valsero il plauso di numerosi personaggi dell'epoca, tra cui il Principe di Galles, futuro Edoardo VII, e Charles Dickens.

### Opere
- Cottage interior, 1844
- The Song of the Nubian Slave, 1863
- The return of Ulysses, 1869
- Bedouin Woman, 1871
- Moving to Fresh Pastures, 1880
- Nubian Leading a Laden Camel, 1885
- Trespassers, 1886
- Old maid, 1886
- Miranda, 1888
- The pets of the harem, 1889
- On the Banks of the Nile, 1895
- Market Scene
- Waiting For the Boat